# خوان كارلوس تشافيز (لاعب كرة قدم)
خوان كارلوس تشافيز (بالإسبانية: Juan Carlos Chávez Pérez)‏ هو لاعب كرة قدم بوليفي في مركز الدفاع، ولد في 11 ديسمبر 1972. شارك مع منتخب بوليفيا لكرة القدم. أما مع النوادي، فقد لعب مع ذي سترونغيست وكلوب ديسترويرس.

## وصلات خارجية
- خوان كارلوس تشافيز (لاعب كرة قدم) على موقع ناشيونال فوتبول تيمز (الإنجليزية)
- خوان كارلوس تشافيز (لاعب كرة قدم) على موقع عالم كرة القدم.نت (الإنجليزية)